# Platycis taiwana
Platycis taiwana là một loài bọ cánh cứng trong họ Lycidae. Loài này được Kono miêu tả khoa học năm 1932.